# Sains-lès-Marquion
Sains-lès-Marquion is een gemeente in het Franse departement Pas-de-Calais (regio Hauts-de-France) en telt 300 inwoners (1999). De plaats maakt deel uit van het arrondissement Arras.

## Geografie
De oppervlakte van Sains-lès-Marquion bedraagt 6,3 km², de bevolkingsdichtheid is 47,6 inwoners per km².
De onderstaande kaart toont de ligging van Sains-lès-Marquion met de belangrijkste infrastructuur en aangrenzende gemeenten.

## Demografie
Onderstaande figuur toont het verloop van het inwonertal (bron: INSEE-tellingen).

## Bezienswaardigheden
Er liggen verschillende Britse militaire begraafplaatsen in de gemeente: Ontario Cemetery, Sains-les-Marquion British Cemetery, Quarry Wood Cemetery en Kerkhof van Sains-lès-Marquion.